# Dawid Gutman
Dawid Grigorjewicz Gutman (ros. Дави́д Григо́рьевич Гу́тман; ur. 1884, zm. 12 lutego 1946) – rosyjsko-rumuński  aktor filmowy oraz reżyser teatralny.

## Wybrana filmografia
- 1929: Nowy Babilon jako właściciel domu towarowego Nowy Babilon
- 1935: Sekret firmy jako Baranowski
- 1936: Dzieci kapitana Granta jako Mak-Nabs
- 1937: Piotr I jako Sir Oborn